# シェルノサージュ〜失われた星へ捧ぐ詩〜
『シェルノサージュ〜失われた星へ捧ぐ詩〜』（シェルノサージュ〜うしなわれたほしへささぐうた〜、Ciel nosurge）は、ガストより2012年4月26日に発売されたPlayStation Vita (PS Vita) 用ゲームソフト。2021年3月4日にはHDリマスター版『シェルノサージュ 〜失われた星へ捧ぐ詩〜 DX』がPlayStation 4、Nintendo Switch、Steam向けに発売。

## 概要
オンライン専用ゲームであり、我々の世界から7つの次元を隔てた異世界にいる少女「イオン」と、PS Vitaを通じてリアルタイムでコミュニケーションをとっていく中で、徐々にストーリーが進行していく。パッケージ版ソフトで提供されるのは日常パートと「試練編第一幕」であり、それ以降の物語は試練編第二幕と日常パートの追加モーションは無料、試練編第三幕以降と追加コスチュームは有料のダウンロードコンテンツとして提供される。それぞれのプレイヤーの行動をネットワークを通じたクラウドデータとして制作側が受け取ることで、今後追加される物語にも影響する部分があるとされている。
また、本作は同一の世界観を元にして様々なジャンル・ハードウェアで展開される予定の新シリーズ「サージュ・コンチェルト」の第1弾とされている。
発売直後より進行に致命的なものも含む多数の不具合やサーバトラブルが発生し、公式サイトでは謝罪の文章が掲載された。また、スタッフが不具合の対処に割り振られた影響で、発売前は月に1回のペースで追加されるとされていたダウンロードコンテンツ開発は大幅な遅れが生じていた。
2012年11月に行われたコーエーテクモホールディングスの2013年3月期第2四半期決算説明会において、本ソフトで発生している不具合についてユーザーへの謝罪があり、「ガストでは初めてのオンラインタイトルであり、サーバーでゲームを演出していくことに対して不慣れであったことが原因である」との説明があった。また、この席でサーバープログラムに関する支援を進めていることも明かしている。
2013年2月21日に、これまでにリリースされたセカイパック (DLC) と、新規特典を同梱したリニューアル版である、"RE:Incarnation"が発売された。また、既存ユーザー向けに特典のみをパッケージしたDLCの、「アンバサダーパック」も同日に発売されている。2014年10月2日には全てのDLCが収録され、ゲーム内時間をプレイヤーが任意で進められる非オンライン版『シェルノサージュ OFFLINE ～失われた星へ捧ぐ詩～』が発売された。

## 仕様
日常パートとジェノメトリクスパートに分かれており、日常パートではPS Vitaのタッチスクリーンを使用したイオンとのコミュニケーションを楽しみ、ジェノメトリクスパートではイオンの夢世界を修復し、修復によって蘇ったイオンの記憶を垣間見ることができる。
購入パッケージに入っているのは日常パートと試練編第一幕のみで、日常パートの動作や声の追加と試練編第二幕は無料で、コスチュームと試練編第三幕以降は有料で配信される。

### 日常パート
イオンにはプレイヤーの声は伝わらないが、プレイヤーの言動はイオンに『想い』として伝わる。イオンはプレイヤーと同じく1日24時間で生活している。しかし、プレイ開始直後はイオンの世界とプレイヤーの世界に時差があるため、プレイヤーが起きている時間にイオンが寝ていることもある。しばらくプレイするとイオンの生活時間をプレイヤーに合わせることができるようになる。デートや食事の時間をプレイヤーが予約することもできる。
プレイヤーはタッチスクリーンでコマンドアイコンや選択肢やイオンをタッチしてコミュニケーションを取ることができ、画面をスライドさせて視点を変えられる。アイテム採取やアイテム製作やアイテムの使用をイオンに頼むこともできる。製作できるアイテムはイオンの記憶が蘇るたびに増えていく。また、特定アイテムの入手によって海やショッピングモールなどの仮想空間へと出かけられる。
イオンには『シンフォリズム』という状態パラメータが設定されており、それには『ラブラブ度』、空腹や眠気を表す『状態』、『機嫌』、派手さ・地味さとズボラ・几帳面の度合いを組み合わせて表示される『性格傾向』、甘党・辛党とコッテリ・アッサリの度合いを組み合わせて表示される『食の嗜好』がある。これらはプレイヤーの行動により変化していき、ラブラブ度は夢世界のストーリー進行とデートによって上昇していく。

### ジェノメトリクスパート
イオンの夢世界（精神世界）に入ってイオンの記憶を蘇らせるのが目的。物語の章を選択し、入った扉の先の廃墟を修復すると少しずつ物語が進行する。
修復には『シャール』という心の妖精をバーコード（13桁か8桁のJAN (EAN) コードのみ対応）をPS Vitaのカメラで読み取らせて生成し、ヒュムノポイント (HymP) を使用して契約する必要がある。シャールにはそれぞれ担当する属性が存在するため、廃墟の修復には多くの場合複数のシャールが必要になる。
修復が完了することで次の修復ポイントが表示されたり、イベントポイントが発生してイオンの記憶を見ることができるようになる。また、上記の通り修復されるのはイオン自身の記憶であるが、その一方でプレイヤーが視聴する物語の中には、イオンが知りえない他者の記憶も多く含まれている。

#### シャール
シャールはイオンの心の中から生まれた、イオンにとっての希望の妖精である。
シャールはシャールの巣に最大6体までストック可能。シャールには種族、性格、属性の概念が存在し、種族はさらに種、属・科、性質の組み合わせで分類され、属性には水（水滴）、木（緑）、金（歯車）、土（四角）が存在する。性格はシャールの音声や発言に影響する。シャールは待機中は水槽のような巣の中でふきだしのポップアップを出してつぶやいている。
シャールの生成にはEANコードのバーコードを使うが、同じバーコードからは同じシャールしか生まれない。また、自分の契約シャールの数が多ければ多いほど、また、同じシャールと契約している人が多ければ多いほど後から契約する人が契約に必要なHymPが釣り上がるする仕組みになっている為、高性能であったり希少価値で人気のあるシャールは契約HymPの値が高騰している。契約を解除すると契約HymPの半分がプレイヤーに還元されるが、装備品やパラメータは引き継がれず、新たに同じシャールと契約すると一から育て直すことになるが、能力値やレベル等の基礎パラメータは契約している全プレイヤーで共有しているため保持される。なお、最初にその種族と契約したプレイヤーの当該シャールには特殊なコスチュームが付与される。
HymPはイオンとのコミュニケーションや、フォローした相手のシャールを撫でる、マイクロクエーサーでエネルギーを送信する、廃墟の修復完了、自分のシャールが他のユーザーの廃墟を修復しに行く、サーバー時間で24時間毎に更新されるシャールのお願い（シャールウィッシュ）を達成すると入手できる。シャールウィッシュは手持ちシャール毎に依頼が入るが、その中には『イオンの胸にタッチする』など際どい内容も存在する。このシャールウィッシュはイオンの深層心理であるとされている。シャールは1体あたり1日1回『マイクロクエーサー』という所にエネルギーを送信することができ、これを行うことでHymPを入手することができる他に、全プレイヤーの送ったエネルギー量が一定に達すると新たなコスチュームなどが開放される。なお、マイクロクエーサーでは他のプレイヤーのSNSでのつぶやきをランダムに表示する機能もある他、エネルギーを送ることができる量が増えるボーナスタイムがある。プレイヤーはフレンドになった他のプレイヤーのシャールの巣を覗くことができ、そこのシャールを撫でると撫でられたシャールのLPが回復し、そのプレイヤーとのシンクロ率が1～2%上昇する。HymPは契約の他にシャールの能力を高めるスキルの取得や装備品の取得、種族変更に使用する。各種族の容姿はプレイヤー毎にカスタマイズできるが、能力値とレベルはそのシャールと契約している全プレイヤーで共有している。
修復にはポイント毎に必要な属性があり、複数の属性が必要な場所もある。その上、修復には時間がかかり、修復ポイント1箇所に派遣できる手持ちシャールは1体だけである。さらにシャールにはLP（体力）が存在し、LPが無くなったシャールは休息させてLPを回復させないと修復作業ができない。そのため、修復中のシャールは途中で交代させることはできるが、必然的に手持ちのシャールでは修復ができない、もしくは時間が掛かりすぎる事態が発生する。このような事態に備えて他のプレイヤーのシャールを借りることができる『レイバーシャール』というシステムが存在する。レイバーシャールはランダムで選択画面にリストアップされた他のプレイヤーが契約しているシャールか、フレンド（こちらからは一匹だけ指定できる）の契約しているシャールから借りることができ、一度に引き連れられるレイバーシャールは『指導力』パラメーターによって決められている。ひとつの修復ポイントで手持ちのシャールを含め最大5体まで同時に修復できる。シャールの修復能力の速度はシャールのレベルと『創造力』のパラメーターによって変化する。また、ユーザー毎にシンクロ率が設定されており、シンクロ率が高いほどシャールの本来の性能を引き出せる。シンクロ率は修復完了やシャールの装備品やスキルの取得、シャールウィッシュの達成、他のプレイヤーからシャールを撫でられることで上昇する。
プレイヤーはシャール経由で同一シャールと契約している他プレイヤーのSNSに文章を送ったり、フレンド申請をすることができる。

## ストーリー
プレイヤーが持っているPS Vitaが、7次元先（『世界』の概念の次元）の世界にいるイオンが手に入れた古い機械と繋がった。プレイヤーはイオンとコミュニケーションを取りながら、イオンの心の世界をシャールで修復しイオンの記憶を蘇らせる事になる。
イオンの記憶では、彼女がいる惑星『ラシェーラ』が、寿命を迎えた太陽の脅威にさらされていた。ラシェーラの住民もまた、惑星移住を提唱する『天文』と、詩魔法を使って太陽と惑星を再生させようと提唱する『地文』、それぞれの組織と支持者によって世論は真っ二つに割れ、世界は疲弊していった。そんな中、皇帝の代替わりが行われることになり、天文と地文はそれぞれお互いの息がかかった皇女を皇位継承者として擁立することになる。

### 試練編

#### 第一幕 始まりの刻
ラシェーラの次期皇帝を決めるための皇位継承の儀が開始され、天文皇女イオナサル(イオン)と地文皇女カノイール(カノン)がそれぞれ旧市街地へ送り出される。待ち構える群衆に対して皇帝候補として堂々たる態度を見せるカノンに対し、何も知らずに怯えきったイオンは終始逃げ惑い、翻弄される。その後、万寿沙羅の路頭に迷っていた所バーストが発生する寸前の所でター坊と名乗る少年に拾われ、彼の母親ルウレイの経営する雑貨屋「縷縷」に一応の居場所を得る。その後イオンはター坊やその友人プラムやキャスとの親交を深めていく。

#### 第二幕 天地咆吼
巨大な花を咲かせる詩魔法によって万寿沙羅に迫っていたバースト直撃の危機を救ったイオンは、万寿沙羅を後にして次なる街としてコロン・夢の珠へと向かう。夢の珠では現地の天文区長パリーに迎えられ、この地が断線による重力消失に悩まされていることが知らされる。さらに時を同じくして対立候補であるカノンもまた夢の珠を訪れている中、突然イオンの元をネイと名乗る少女が訪ね、行動を共にしていくこととなる。

#### 第三幕 それぞれの決意
夢の珠での出来事から傷心のイオンは、ネイの提案によりTzチューブカンパニーへの招待を保留して彼女の住むコロン・プラネタリー・メゾンへと向かうことになる。ネイとのやりとりや彼女の踊り子としての仕事ぶりなどを目の当たりにしたイオンは、皇帝候補としての自覚と自分にも何か想いを伝える手段が無いかという事を改めて意識するようになる。それに対してネイは、丁度開催されようとしていた年に一度のプラネタリー・メゾン最大級のイベント、ラシェーラ・スターライトへの参加を持ちかける。

#### 最終幕 宝石とこころ
イオンとネイはそれまで先送りにしていたネプツールの招待を受けてTzチューブカンパニーへと向かう。そこでは新世代シェルノトロンの中枢であるネプトロンが研究されており、イオンに「ダイバー」としてそのネプトロンとの同調を頼まれる。一方キャスを人質に取られる形で同じくカンパニーに協力するためやって来たグレイコフは、同行していたター坊に自らと同調させたシェルノトロンを持たせてキャスの救出を託す。その後開始された起動実験は不調で中断されたかに見えた。

### 崩壊編

#### 第一幕 わかちあい
Tzチューブカンパニーでの事件に関する聴取などのため、情報集約都市アルメティカにあるPLASMA本部へと連れられてきたイオンは、そこで皇位継承の儀以前からの知り合いであったレナルルと再会する。その後、同行するジェノムであるテレフンケンの故郷がここアルメティカであるとの事から、一時的な外出を許可されたイオンは、先の事件によりシェルノトロンの使用規制がかけられるようになり、シェルノトロンに依存する民衆からは大きく反発が高まっている様を目にする。そんな中、人々の救済に当たっていたカノンと再会したイオンは彼女の協力を得て、真相を得るために街その物であるジェノム・アルメティカとの同調を行う。一方カノンもまた、自身の生まれの秘密の真相を知るために、アルメティカとの対話を行っていた。

#### 第二幕 偽りと真実の詩
カノンを縦貫坑道に送り出した事で再度PLASMAに拘束されたイオン達だったが「クオンタイズ」を名乗る集団によって脱出し、コロン・フォーシーズンへと移動する。そこでイオン達を迎えたのは組織のリーダーでありまたネプツールの娘、そして度々イオンに協力していた「ノエル」であるサーリ・プランクであった。自らもカノンを追うために縦貫坑道に向かうことを頼むイオンに対して、サーリはイオンの存在自体が生み出す世界への危険性を指摘する。その後、案内の条件としてサーリの通う学園の学園祭を回る一行は、ネプトロン開発のきっかけになったという研究者、ジルと対峙する。そこでター坊がレオンに乗っ取られている事や、ネイがジルと繋がりがあるということなどが発覚するが、生命維持を行うG2トロンを停止されたサーリの病状は急激に悪化し、死期が迫っていた。

#### 第三幕 次元崩壊
縦貫坑道の最深部「ジェノミライ研究所」へと辿り着いたイオンとサーリは、そこで既に亡くなっていたと思われていた研究者、クラケットに出会い、先んじてやって来ていたカノンとも再会を果たす。クラケットは異なる世界から連れてこられたイオンの存在がラシェーラ崩壊の要因になっている事、イオンを元の世界へと還すことを計画している事を語る。一方、同じくジェノミライ研究所にやって来ていたジルは、サーリを人質に取ってシェルノトロンサーバーからレオンの本体、ネロを解放する。ジルの目的はネロの内部に存在するかつての研究者であるウンドゥと再会し、そしてそのためにネロを元の世界へと還すことであった。

#### 最終幕 覚醒
ジェノミライ研究所においてネロが元の世界へ送り出され、イオンが"死亡"してから二年後、サーバーであったネロがいなくなったことによるシェルノトロンの喪失により天文の権威は失墜し、地文による統治が行われるようになっていた。しかし、それでもなおバーストを始めとする世界の崩壊が止まることは無く、人々は危機から脱せずにいた。その状況下で、ジルに危機感を覚え袂を分かっていたサーリとクラケットは縷縷に身を寄せていたが、目立った行動を起こせずにいた。しかしある時消息を絶っていたネイと再会し、ネイとチェインしていたウンドゥから現在地文が進めようとしている「セーブ・ベゼル計画」の実態（ネロの魂は正常に元の世界へと帰還できていない事、そしてイオンの魂はまだこの世界にあり、それを改めて送り出そうとしている事）を知らされる。そして現在の状況を打開するためにイオンの俯瞰視点を利用した「6軸移動」によって状況を溯り、原因を探り出すことを告げるのだった。

### 皇帝編

#### 第一幕 七次元の彼方
6軸移動によって時間を溯り、ネロを送りだそうとしていたジルを阻止したネイ。その後イオン、ネロ、サーリは負傷したカノンが治療を受けているという天文の航宙移民船ソレイルへと案内される。同時刻、キャス、ター坊、白鷹の三人はコロン・フォーシーズンでの出来事以降の記憶が曖昧なままでソレイルの表層に設置されているテーマパーク「ぱれす・にゅろきーる」のアトラクションを楽しんでいた。外出許可のパスを与えられ、レナルルに連れ出されていったイオンをよそに、ネロ、サーリもまたにゅろきーるへ向かう。生身の身体を得た事により空腹に悩まされるようになったネロは、丁度その場を通りがかっていたキャス達三人と遭遇する。ネロは「ウルゥリィヤ」と名乗り、その後追いついたサーリも含めてキャス達に同行して一緒ににゅろきーるを回ることになるのだった。

#### 第二幕 親愛なるセカイへ
ぱれす・にゅろきーるに仕込まれた洗脳電波を解除するために電波塔へと侵入していたキャス、サーリ、ネロは警備の手から逃れるために縦坑を飛び降り、ソレイル内部へと辿り着く。その直後に遭遇したジルの罠にはまる形で捉えられ、キャスのみがその場から逃げ延びる。同じ頃、PLASMAの新たな特務総監に任命されたレナルルの会見が行われていた。一方イオンは回復したカノンと二人が共に皇帝になるべき素性ではない事を知りつつも、それでも世界を救うための決心を新たにしていた。夢の珠で資料回収を行っていたネイとクラケットもソレイルに戻った後に軟禁状態に置かれ、異なる可能性軸で得ていたシャールを統率する能力を利用して脱出を図ろうとする。そんな中、天文総帥リーヴェルトの指示でイオンに対する再教育プログラムが行われようとしていた。

#### 第三幕 皇帝
シェルノトロンパニックの危機を一心同体をもって収拾に成功したイオン達。テレフンケンとの別れを惜しむ間もなく、皇帝との謁見を許されカノンと共に宮城へと向かう。皇帝の叱咤を受け、打ちのめされながらもその想いを新たにするイオンとカノンは、その後皇帝の希望として神器を託される。一方その頃、権威の挽回を狙うリーヴェルトはコロン・フォーシーズンの邸宅に身を寄せ機会を窺っていた。そしてジェノミライ研究所における準備が整ったことを知ると、手勢を連れて世界を引き替えにした起死回生の一手に打って出る。

#### 最終幕 ラシェーラ
カノンを失いつつも新たに皇帝に即位したイオンは、惑星の崩壊が間近に迫る中、日々その責務をはたすため奔走していた。最大の役目であるラシェール・フューザーを謳う時を前に、イオンはネイと共に再び各地を回ることになる。最後の旅を終え、とうとう「惑星ラシェーラその物をエネルギーとした移住計画」が開始されようとしていた。

## 地名・用語
ラシェーラ
我々プレイヤーのいる世界から7次元先に存在する世界。同時にイオンの記憶の舞台となっている惑星の名前でもある。我々の世界より遺伝子工学が発達しているが、その発端・経緯と発展は我々の世界とは大きくかけ離れた、『シェルノトロン』による詩魔法によって発展した真空管主体の科学文明。しかし、太陽・ベゼルが赤色巨星と化したことにより終焉に向かう現在では実質的な国家は『帝国』しか存在しない。現在、宮城は成層圏にあり、その上は天文の施設しか存在しない。
また夜空は赤黒く星が見えず、気候は日本でいうとおおむね春先から夏にかけての気候が続く。さらに人が住める土地は極地周辺の約40%に限られるために食料が貴重品であり、どこの家庭でも『菜園室』という家庭菜園を持つ。安い培養肉と値段の張る食用動物肉などをその家の必要量以上を生産し、余った食材を換金すれば収入となるため、おすそ分けが富の指標となっている。
形骸化したものではなく明確な効果を持つ祭祀を執り行う歴代皇帝はすべて女性であり、『星の人』になるという意味で、『ラシェーラ』を冠する。なお現皇帝はシェルノトロンを持つ天文寄りだが、天文の計画を実行する決断もできず、強力な詩を謳えば瀕死になりかねないほどの高齢。
アルメティカ曰く、惑星本来の名は「シャラノイア」。また、惑星存亡の6度目の危機である今回は5000年ほど前に他星から現生人類が移住する際に他世界からのネロを召喚したことが原因であり、滅亡を阻止するために結城寧が召喚されたことで、さらに崩壊が加速している。

シェルノトロン
真空管に似た外見で、中に鈍く光るフィラメントのような極板があり、Tz波によって稼動・発光する真空管の発展型。9割9部9厘が真空管型だが、道楽レベルではレコード型なども存在する『想いを形に変える』ツールであり、電気屋で売られているこれを用いれば誰でも詩魔法を行使できる。なお使用には携帯電話の契約に似た要領で天文に利用登録が必要。使用者にとっては財布と携帯電話と保険証とパスポートを兼ねたような存在である。また僅かでも発光していれば所持者が近くで生きていると安否確認にも利用できる。
人工的に作られたジェノム、つまり詩魔法生成機ともいえるツールで、心臓部にあたる『シェルノサージュ管』と、実効果を生み出す『クレイドル』（付け替え可能で汎用性が高い。コンピュータで言えばCPUとRAM、HDDにあたる部分）によって構成される。簡単に言えばAIを持ち、REON-OSを通じて施設機能を使うG2管。
完全同調より先は出来ず、ジェノムほど特化されたものが作りにくいが、天文は仮想生命を一番のウリとして宣伝し、地文はジェノムを絶命に追い込むものであると生命に対する冒涜と捉えた。
ネロの脱走後は大量のシャールを一時凌ぎのサーバーとして使用していた。
シェルノトロン・パニック
ネプトリュードの失敗で生じたシェルノトロンサーバーのシステムダウンと民衆の混乱。
その原因はネロの暴走によるものだったが、天文はこれを地文の過激派の仕業と発表し、逆に支持を高める事に成功した。
レオン
正式名称『REON-4213』。
専門知識とプログラミングが必要なG2トロンを使いやすくするために作り出した人工知能でシェルノトロンが搭載する仮想生命体。
使用者によって容姿や性格が異なる専用パートナーが出来上がり、ジェノムと違って拒絶しない上にキャパシティも使用者に合わせてくれるため、詩魔法を簡単に紡げるようになる。
その正体は少女『ネロ』の表層意識である。
TxBIOS
REON-4213が管理する、レオン利用者へ天文が提供するシェルノトロン独自の公共サービス。シェルノトロンのスペック（DNA鎖数）に応じて天文のインフラを利用することができる。これを利用すれば普通に生活している上では知りえない情報も必要に応じて公共施設からデータ取得することが出来る。本来なら利用者の知識や経験が不足していて紡げない詩魔法もこれを利用すれば紡げるが、利用には免許とお金と、レベルに応じたスペックのシェルノトロンが必要。
バイオス屋
TxBIOSを使用するための店。シェルノトロン単体でもTxBIOSは使えるがランクが低いものに限定される上、外部の公共サービスと接続するため通信速度やセキュリティの観点からバイオス屋を仲介して利用するのが一般的。バイオス屋ごとに利用可能な公共サービスのレベル設定が違うため、全てのTxBIOSのサービスを必ず受けられるとは限らない。

ネプトロン
シェルノトロンをアップデートさせて従来の8倍以上の性能を引き出すためのサーバーのような物。チューブカンパニーの中枢に本体がある。起動にはネプトロンにダイブしてレオンと同調するダイバーが必要で、ダイバーはレオンと精神の最深部でつながる必要があり、最悪の場合自我や意識はレオンに乗っ取られて、ダイバーは精神的な死を迎え、肉体は単なる器となってしまう可能性が非常に高い。
レオンの封印が解けて暴走してしまうという欠陥があり、最終的には破壊された。グレイコフはこのネプトロンを「本物の悪夢」と称している。開発は天文と地文両方から人が集まって共同でおこなった。レオン（ネロ）曰く「この星のエネルギーは限界がある」。

G2トロン
シェルノトロンの前の世代の真空管端末。元々はTz波を利用した単純な増幅装置だったが、G2管を作った天文の研究者の「ジェノムの想いを何らかの形で録音しておくことが出来ればG2管の増幅力をもって使えるのではないか？」という考えによって作られたG2-DH管によってジェノムをプログラム
に置き換える事に成功し、誰でも些細な詩魔法なら行使できるようになった。この頃はまだプログラムが出来る事はマッチに火を点ける程度だったため、地文はG2-HDを特に問題視していなかった。OSが素人に扱える代物ではなく、オリジナルの詩魔法を作るには高度なプログラミング技術が必要なため、高価だったこともあってシェルノトロンのように爆発的には普及しなかった。しかし、その難度の高いプログラミングを行う事でシェルノトロンより熱い想いを伝えられると、一部の熱狂的なユーザーからの絶大な支持を得ている。
詩魔法（うたまほう）
想いを込めて詩を謳うことによって想いを物理現象に変える魔法。古来は自分と心を通わせられるジェノムと同調する事によって使用可能になるためハードルが高かったが、現在はシェルノトロンを使えば誰でも使えるようになった。ジェノムとの同調による詩魔法では『契絆想界詩(けいはんそうかいし)』と呼ばれる独自言語が、シェルノトロン使用による詩魔法では『REON-4213』と呼ばれるプログラミング言語のようなものがそれぞれ用いられる。何をどうしたいかのイメージが明確であればあるほど、声帯の帯域が大きいほど強力な詩魔法が使える。チェイン無しで人一人が詩魔法を使った場合の効果範囲は通常5m程が関の山。通常、ジェノムとの力は最大でも1:1であり、詩魔法を行使した人が力の使いすぎで倒れることは通常はない。本来は行使するものの知識や経験からしか紡げないが、TxBIOSによってこの条理は崩れている。
ジェノム
ラシェーラに存在する、同調する事によって詩魔法が使えるようになる突然変異生命体。三重螺旋構造の遺伝子DNAを持ち、実在・空想を含めた様々な生物の形が存在する。現生人類とは違いラシェーラに数千年前から生息している惑星の原生生命体であり、過去に5度の滅亡を経験し、その度に魂を高める事で危機を乗り越えて来た。魂の強さによる強固なヒエラルキーを形成している。人間など二重螺旋DNAを持つ生命体には真似出来ない『歌によって超常的な力を行使する』能力はあるものの、原則として歌を謳うことも力を行使できるだけのエネルギーもないため、人間と契約し契約者のエネルギーと声帯を使用する。そのためジェノムと契約を望む者は自分の声帯域と限りなく一致するジェノムを所望する。シェルノトロンの普及により絶滅が危惧されている。
現在はジェノムと同調した者は地文に申請登録する事が義務付けられている。
ヒトガタ
人の姿をしたジェノム。人間と同調せずとも単独で詩魔法を行使できる。
シャール
妖精のような姿をした空想型の人工ジェノム。アストロサイト・モジュラトリ・ウイルスを投与された人間から生み出される。元気な大人なら一日で1体を生産し、最大で5体が限界だとされる。また、SHSヘテロマイシンという薬を投与されたシャールは他のシャールを統率する力を持てるようになる。空想型故に、同調していないと命を保てない（ある程度の期間は同調が切れていても生きながらえる事は出来る）。
ネイ（本物のイオナサル）が体を奪われた時には実験段階だが実在していたが、天文は確実性を重視してイオナサルの体からネイを追い出し7次元先の魂を入れた。
同調
ハーモニクスとも呼ばれる。ジェノムと心を通わせる、つまり、契約者とジェノムとの間で精神世界を共有し、ジェノムを契約者の脳内の未使用領域に住まわせる事で互いが互いの力をある程度共用出来る状態になる事。その程度により『同調』『完全同調』『一心同体』『唯我』の段階があり、段階が上がるほど引き出せる詩は強くなるが、そのためには互いを深く知り受け入れる事が必要である。一心同体の最長記録は10秒未満であり、唯我の段階に達したものはいないと言われる。また、ジェノムが同調者に対し「こいつは使えない」と思った場合、同調者を乗っ取る事がある。昔は同調しているだけでシャーマンのようなすごい人と思われていた時代があり、同調者が村の長をやっていたほど限られた人しかジェノムとコンタクトが取れなかった。
天文の人間にとって『同調』といえば、それは普段はシェルノトロンに対する事である。
ジェノメトリクス
広義には精神世界の事。狭義ではジェノムと同居している精神世界の事。ジェノメトリクスに入るにはジェノムと同調した上で寝る必要がある。ここでは夢の中でハッキリとした意識で『起きている』状態である。ジェノムと対話をしたり詩魔法を作るのはここで行う。ジェノム達にとっては現実世界と同じ感覚であり、ジェノメトリクス内を移動して他のジェノムと会う事が出来るという。これを利用して詩魔法を増幅させる事を『チェイン』といい、シェルノトロンでも複数のシェルノトロンを使用してチェインを行うことができる。チェインにはジェノムとの絆や、詩魔法を行使する人々全員の想いや人間関係が必要で、チェインの数を多くするのは困難な事である。
Tz波
『歪力』（わいりょく）と呼ばれる力から抽出される。シェルノトロンのエネルギー源である、太陽の公転周期によって生まれる空間の歪みエネルギー。太陽が銀河を公転する際に発生する重力歪みから発生するエネルギー落差を潮力発電の要領で取得、使用する。これを天文が静止衛星軌道上にベルトを巻いて取得し、地上に供給している。使われだして50年そこそこ程度。その特性上夏冬は強く春秋には弱まる。空気伝播出来ないため、有線で供給される。
波動科学
ラシェーラで主流になっている科学。万物は波動の粗密によって出来ているという前提の下で成り立っている。
天文
正式名称は『帝立天文学量子波動学研究所』。そもそもは現皇帝が設立した、宇宙や時空間を専門に扱うための量子力学をベースとした研究機関であり、地文の付随機関であった。50年ほど前にできた比較的新しい派閥で、理系の研究者の集団といえる。チェインの研究の過程で効率良くチェインをするためにG2トロンやシェルノトロンを作るも、今が便利になるのであれば未来に人類が滅んでも自然の摂理だ、という考えを地文に反発され独立した。イオン達が住んでいる惑星を潰して得たエネルギーを使って、住民を速やかに居住可能な惑星に瞬間移動させる『グランフェニックス・プロジェクト』を提唱する。7次元先の魂を召喚する際に月を消滅させる（月をエネルギー源として召喚した為）事件を起こしている。次期皇帝候補としてイオンを擁立する。バースト予報やバースト危険区域への避難勧告は行うが住民達に対してはなんら援助をしないため、特に旧市街の人々からの不満が溜まっている。天文と地文が現在の犬猿の仲になったそもそもの原因は、天文が地文から独立した後に天文が独自の救済計画を発表したことである。男性優位の体制であり、女性が上の役職に付くにはそれなりの実力かコネが無いといけない。
天文派であっても、ジェノムと仲良くしている人はいることにはいる。
PLASMA
天文の警察組織で、FBIとCIAが一緒になったような組織。強引で苛烈な手段をとることから民衆に恐れられている。トップは常務総監と特務捜査部特務総監が存在するが、常務総監は事実上名誉職であり、実権は特務総監が握っている。
グランフェニックス計画
天文が提唱する惑星移住計画。ラシェーラを潰してエネルギーにし、他の惑星とラシェーラの空間をつなげて人間を送り込む。夢セカイ開始時にようやく居住可能惑星を探す存在(シーカー)が見つかったとされたが、それはイオンの俯瞰視点の事であった。惑星をエネルギーにして次元を繋ぐラシェール・フューザーを謳うとラシェーラを取り囲む3つの人工の輪（スフィリアルリング）の内側は全てエネルギー（マイクロクエーサー）に変換されてしまう。リングの外にある「謳う丘」（ラシェーラ・フューザーを謳うためのデッキ）には、必要に迫られて一時的に使用する居住施設や行政施設が付随している。
地文
正式名称は『帝立ジェノメトリクス同調調停院』。古くからある組織で自然派とされ、個の存続より種の存続を重視する。天文が『天文』と呼ばれるようになってから、それと区別するために『地文』と呼ばれるようになった。『地文』の呼称は縦貫坑道の奥の穴の付近に研究施設があるためでもある。元々は同調者が増えるにつれてジェノム絡みのいざこざやジェノムの同調者の乗っ取りなどのトラブルが増えたため、ジェノムと人間が争わないように『人間とジェノムが、互いに最大限の利益を保持しつつ棲み分ける』ための調停機関であった。それが国家機関として、ジェノムと同調するときに許可を貰わないといけない、とか、モグリで使っている宿主を捕まえる、といった権力を持つようになった。発足当初は昔の日本の寺社のように宗教が政治を動かす組織で文系の集まりだったが、その後『ジェノムと人間が更に豊かに暮らせるための施策』として最先端の遺伝子工学の開発研究を行うようになり、現在では多岐に渡る組織の集合体になっている。ジェノムを保有する全ての者の個人情報を持っている。
詩魔法を最大限増幅させることによって太陽と惑星を再生させる『セーブベゼル計画』を提唱している。genomirai7によると、古くは遺伝子の質で階級が決まる社会制度を敷いていたため、遺伝子の階級の低い者の中には反発する者もいる。カノンが生まれる前は斜陽だった。皇帝候補として大司教であるカノンを擁立する。
地文派の中で真空管文明を全否定する原理主義者は10%程。多くの地文派の人はシェルノトロンの登録はしていないが真空管は使っている。
カノンを擁立する直前の地文はあまりにも血統主義に固執していたため、それを危惧したコーザルの「実力も見ろ」という提言を過激に解釈した結果、過剰反応とも言える原理主義者の排斥が行われた。
セーブ・ベゼル計画
天文のグランフェニックス計画が人だけを救うものに対して、地文が提唱するジェノムを使ってラシェーラと太陽・ベゼルを正常化させようとする計画。地文はこの計画の発表と同時に声帯の潰れている人や声帯域が狭い人を無償で救済する政策も発表し、神の子と称されるカノンの実力もあって当時天文派が大多数だった世論は天文と地文に真っ二つに割れた。
その正体はネロと寧をこの世界から追放する事によって、世界を本来の姿に戻す計画であった。ジルは先にネロを還そうとしたが、クラケットは「召喚した順番とは逆に還さないと後から召喚した存在が帰れなくなる」として寧を先に還そうと主張し、ジルと対立した。
リーヴェルト曰く、たとえ寧とネロを還しても、ネロが5000年前から存在したために太陽が元に戻るのに5000年は掛かるとの事。
ジェノミライ研究所
縦貫坑道の底にあった極秘の研究機関。存在すら公にされていない。箱舟計画に行き詰った地文と天文(まだ独立していない)が古代文明の遺産であるネロを発掘した事からスタートし、カノイールらの遺伝子改造やシェルノトロンサーバーの開発など、表沙汰にできないような研究を行っていた。最終的にネロの暴走によるジェノミライパンデミックにより研究所は閉鎖され、名称と理念はソレイル内部の研究施設に移された。なお、気圧上昇の関係で絶えず外から空気が入り内部の空気は外に出ない構造だったため、ジェノミライパンデミックによるウイルス汚染は施設内だけで食い止める事が出来た。
ジェノミライパンデミック
幼少時のカノンとネロがシェルノサージュ管を介して同調した際、ネロがウイルスを撒き散らし研究者の六割以上が昏睡状態となった事故。
俯瞰視点
世界を高い次元（7次元の視点）から俯瞰的に見ることによって、本人が知りえない情報を得る能力。ネロ曰く、この能力の行使は辞書を引く行為のような物で、行動結果の予知に関してはこの場面でこの行為をしたらどうなるか、が分かる、というものであり、厳密に言えば予知とは似て非なるもの（自分が知り得ない他者の行為や物理現象の情報も統合して出した検索結果）である。行使の際はクオリア中心を定める必要が有り、情報の検索とその解析に意識を持って行かれる(自分のジェノメトリクスに入って4軸以上の線をほぐす)ため寝る必要があり、未来の事を検索しようとすると1分でも未来になればなるほど可能性軸が増えるために検索結果は不確定性が大きくなり、その結果が出るまでそれなりの時間が掛かるため、瞬間的に使えるものではない。不便であるが、その力は強大である。ネロ曰く表層意識で使用すると深層意識で使用した場合より性能は劣るらしい。ネロがこれを習得するには彼女曰くキャスの寿命の数倍の時間が掛かったそうだが、イオンの場合はネロの改変した世界を元に戻すために6軸移動を行ったショックのせいかかなり早くこの力に目覚め始めているとの事。
7次元俯瞰理論
7次元より高位の次元である8次元の存在を提起した、クラケットが書いた論文。異世界の存在（情報を含む）の召喚はこの理論に基づいている。この理論によるとイオンの本来居るべき世界を特定するには複数の異世界から彼女を観測する必要がある。

皇位継承の儀
次期皇帝を選出するために、次期皇帝候補から皇族としての権利・地位・財産を全て剥奪した上で、最下層身分の人間として3年間市井に住まわせる試練。候補者は旧市街を始発点に各地を回り世界を見て見聞を広めつつ、その力とカリスマを民に見せつけ、最終的には国民投票による民意によって皇帝が選ばれる。皇帝候補である身分を証明できるのは軌道エレベイタの中で神官から渡される『皇女の衣』だけ。この皇女の衣は皇帝候補が最も信頼できる者に渡す慣わしになっており、渡された者はその者に絶対の忠誠を誓うという。皇女の衣は皇室にしか伝わっていない製法で作られた2m四方ほど（ショールほどの大きさ）の布であり、各候補のイメージに合わせてさまざまな生糸で作られており、1cm四方の欠片でも手元に残っていれば後は自由に使っていいが、皇女の衣を完全に失うと皇位継承権も失ってしまう。
いつの時代にも皇帝候補は2、3人はいて、皇位継承の儀の3年間に向けての教育を受けている。皇位継承の儀の前に候補者は声帯を潰され、それまで同調していたジェノムやシェルノトロンとの同調を解かれる。皇位継承の儀の間に皇帝候補が全て失格した場合は可能な限り速やかに次の皇位継承の儀が行われる。皇位継承の儀の期間中、候補者へのシェルノトロンの販売・譲渡は禁じられる。皇帝になった者は人間の感情限界である精神周波数11MHz以上を授かり、特殊な声帯を継承する事で人間の声とは思えない声で詩を謳うことが出来る。声帯の移植は口移しで行われる。声帯の移植を行いやすくする為もあって、試練の一環として皇帝候補の声帯は皇位継承の儀の開始後に序々に枯れていくようにされており、皇帝候補は試練の最後の1年はほとんど声が出せない（詩魔法が使えない）状態で民衆の支持を得なければならない。
皇帝候補は天文、地文の他に宮城から出る事もあり、乱立する事もある。皇帝候補は半世襲で、ある程度血が繋がっていないと立候補が出来ない。現皇帝は宮城出身。普段は穏便に行われる皇位継承の儀だが、状況が切羽詰っている今回はこれまでとは違い皇女以外のことでの争い事が多く、天文対地文の代理戦争の様相を呈している。
次期皇帝候補の服や髪は縁起物とされており、民による争奪戦が起きる事がある。過去には対立候補を暗殺するなどの陰謀も数多く行われていた。
皇帝の即位式の祝詞は皇位継承者の親しい肉親（異父兄弟など）が謳うのが通例となっている。
コロン
太陽の脅威から身を守るべく作られた浮遊都市。太陽からの脅威は電磁波で防いでいる。複数存在し、各コロンにはある程度の自治権を認めているため、年中お祭りのコロンや工場だらけのコロン、星空が見えるコロンや四季があるコロンなど個性的なコロンが多く存在する。入居するには厳しい制限があるか、あるいは1000倍以上の倍率の抽選を潜り抜ける必要があり、入居に際しても莫大な費用が掛かるためある程度裕福な者しか住めない。断線や人口の増加に悩まされている。平均人口は数万人程度。
断線
コロンの重力制御が途切れてしまう事故のこと。これが起きた地帯は重力に従って地表に落ちてしまう。そのため、コロンの建造物や貴重な商品などには鎖やワイヤーで落下に対する対策がされている。
夢の珠
正式名称は『官営第4号居住揚陸』。天文が地文から独立する前、民営コロンがなかった頃に帝国が4番目に作った球体のコロン。重力場発生装置を使用している唯一のコロンで、球体表面の土地の上に重力制御によって人や建物がたっている。コロン移住計画を推奨すべく様々な政策を施した帝国がその内の一つ「超近代化」を推し進めて作ったコロンで、建設当時は人々から『リトルラシェーラ』と驚きと賞賛を持って迎えられたが、50年経った今では既に時代遅れの未来建造物博物館と化している。天文派が多数を占める現在のラシェーラにおいては珍しく地文派がかなりまとまって住んでおり、コロンを一周する輪を境に天文派と地文派がほぼ半々住んでいる。最近は断線による被害が（特に地文派の区画で）増えてきている。住民のペットは断線の影響を受けにくい鳥が好まれている。その形状から完成直後は入居希望者が少なく、設計者であるクラケットは皆を安心させるために自邸（パルミウム邸）をここに作った。ただし、パルミウム廷の家具などは床に頑丈に固定してあるか鎖で縛り付けていた。後にここに逗留したカノンはそのお蔭で断線の際に一命を取り留めている。
夢の珠の重力維持・制御などを行う配導盤に行くにはチューブカンパニーの厳しいセキュリティを突破する必要がある。夢の珠のメンテナンスはチューブカンパニーが全てを行なっており、実質チューブカンパニーの支配下にあるコロンといえる。実は人口が増えてTz波のキャパシティが足りなくなっているにもかかわらず、配導盤などのインフラは建設当初のまま放置されている。
スタートロン商店街
夢の珠にある商店街。天文ができてから政府が作った街のため、天文の文化で統一され、どこか機械的で我々が住む世界の少し昔の電気街を髣髴とさせる様相の場所。街並みは昔（数十年前）の天文でトレンドだったデザインだが今では陳腐化している。天文区の中心街で住民は天文派が主。
ワノウエ
夢の珠の天文区と地文区を分ける輪の上。夢の珠は自転しており、唯一静止しているのが輪の部分だけのため、駅など動いてはいけないものはワノウエにある。

プラネタリー・メゾン
夢の珠より上にある、ネイの住んでいる民営コロン。『星降る夜』に憧れを抱いた資産家が作った。外から見ると花のような形をしており、バーストが近づいた時と1日の半分は花弁が閉じて夜モードとなり、コロンからは星空が再現された天井を見ることができる。そのため、現在のラシェーラにおいて唯一、夜の商売が発達したコロンである。中央にステージがあり、それを取り囲むように内側から1等席、2等席、一番外側は13等席という風に円形に商店街が配置されている。
天文地文関係なく日常を忘れるためのコロンであり、金持ちしか来ない。ここでは天文地文の争いはないが、貧富の格差が存在する模様。
メゾン・セントリア
メゾンホールを取り囲むように作られた商店街。メゾンホールのステージを1階として13階までの階層を持つ。13階全てからメゾンホールのステージを見る事が出来る。昼間も活気があるが、夜には屋台が多く出店し、現在のラシェーラではここでしか見る事の出来ない星空の下でより多くの人で賑わう。屋台には珍しい商売をする人もいて、それを目当てに毎日足を運ぶ人も少なくない。
メゾンホール
メゾン・セントリアの中心にあるステージ。メゾン・セントリアの全ての階層からここの舞台を眺望することが出来る。収容可能人数は1万人を超える。普段は出演審査が厳しく、限られた人しかステージに立てない。
ラシェーラ・スターライト
毎日がお祭り騒ぎのようなプラネタリー・メゾンにおいて年に1度行われる最大級のフェスティバル。1週間に渡って行われる。この期間中はメゾンホールの出演審査が普段より緩和され、多くの特設ステージが設けられる。これに乗じて出店する特殊な屋台や企業の売り込みなどもあり、この期間中のプラネタリー・メゾンの人口密度は平常時の5倍から10倍に膨れ上がる。
情報集約都市　アルメティカ
世界の情報が全て存在するといわれているコロン。ラシェーラにおいて最先端の情報中枢であり情報を求める人々が多く訪れ、またそれらを重要とする多くの組織が密集している。コロンの特性上、天文側の警察機関であるPLASMAの本部が置かれているが、後述の理由から地文の寺院も存在している。実はコロンそのものが巨大なジェノムであり、彼の強大な情報集積能力によってこの街の情報網は成り立っている。
伝承によると、アルメティカは当初空に浮かぶ巨大な古城だったようなのだが、あるときを境にその城は天地が逆転してしまい、現在はかつて「底」だった部分に都市が築かれている。
アルメティカ図書館
アルメティカの本体が位置するとされる場所。世界全体の情報を収集・蓄積するほどのアルメティカの力が最も強く反映される場所だが、現在ではアルメティカに本部をおくPLASMAが管理をしており、一般人はおろか、天文の人間であってもよほどのことがない限り立ち入りを禁じられている。
市民契約
アルメティカの市民は、ジェノム「アルメティカ」と契約を交わしており、アルメティカから情報を得る代わりに（限定された条件下ではあるが）アルメティカが市民を意のままに操ることができるようになっている。
アルメティカ営業情報共有者連盟加盟社
アルメティカの「情報屋」が加盟している団体。アルメティカの市民は一つのTｘBIOS利用許可を市民になった時点でもらい、レベル差こそあるがアルメティカに蓄積された多くの情報を引き出すことができる。そのため、この街ではいわゆる「情報屋」という職業が成立している。特に一般の人間よりも高位のレベルへのアクセスが可能な「アルメティカ営業情報共有者連盟加盟社」はコロンの外から来た者に限らず、市民の利用者も多い。

コロン・フォーシーズン
サーリが住んでいる超上流階級向けのコロン。居住条件や入場審査が厳しいため、他のコロンと比べると人口は極端に少なく、平和で落ち着いたコロンとなっている。コロン全体が緑に溢れており、ここに住む富豪たちによって特注の気象コントローラが創られ、現在のラシェーラにおいては唯一、四季が存在するコロンとなっている。また、学問の分野も突出していて学術機関の最高学府が点在している。これらの機関はコロンに住む富豪たちによって多額の出資を受けており、次代の担い手とするべく、自らの子供たちにより良い教育を施している。
皇ノ賜学園
サーリが通い、かつてはキャスも通っていた学園。いわゆるお嬢様学校と呼ばれる学園であり、フォーシーズンに住む上流階級の令嬢が通っている。現在はジルが教師としてこの学園に在籍している。ここの高等学部はラシェーラの最高学府であり、ここに在籍できる研究者は先端分野で実績があるか、金に物を言わせられるかで、ジルは後者である。
四季祭
皇ノ賜学園で3ヶ月に一日だけ催される学園祭で、普段は入場するのが厳しいフォーシーズンもこの時期は審査や入場料などが緩くなり、他所の人間が外縁だけしか入れないとはいえ他では見ることが少なくなった自然植物を見ようと多くの人々がこのコロンを訪れる。
ぱれす・にゅろきーる
にゅろきーが住むとされるテーマパーク。ここの入園トロンはプラチナチケットで、ラシェーラの多くの住民が憧れる観光スポット。その正体は航宙移民船ソレイルの擬装であり、天文の市民洗脳施設(洗脳のためのウェーブを発信する施設)であり、天文の政治犯収容所であり、ここで洗脳されて娯楽漬けになった収容者は最終的にフラスコの海に入れられシャールの材料とされていた。
パークパスニュロン
ぱれす・にゅろきーるのフリーパスチケットであるトロン。物にもよるが使用済みでもプレミアムが付くほどの希少性がある。滞在できる日数が設定されており、その日数が過ぎるまで入園者はにゅろきーるから外に出る事が出来ない。にゅろきーるに入るためにはこのトロンとチェインする必要があるが、その直後から同調者への洗脳が始まり、白鷹曰く「自分ではない自分が体を乗っ取ろうとする」「心に無い事を言っている気分になる」という状態になり、最終的には本人の元の精神がニュロンの作った精神に置き換わってしまう。

旧市街
コロンに住めない者達が暮らす地上の街。昭和30年代の下町を髣髴とさせる町並みで、古い型の真空管や脱穀機などが当時の時価で買える事もあってコロンからの観光客（買い物目当てのマニアを含む）もいる。絶えずウェーブバーストと対波動シェルの剥落の恐怖と隣り合わせだが、それさえなければ古風で温かみのある住みやすい街。現在は人が住める土地は40%程しかない。
万寿沙羅（まんじゅさら）
正式名称は『万寿区万沙羅地区』。帝都が地上に存在した頃は宮城が縦貫坑道（お堀）を隔てて隣接しており、政治的な中心地であった。現在でも旧市街の経済と政治の中心として栄えている。宮城が地上にあった頃の名残で旧帝国関連施設の史跡が多数存在する。人の住む土地としては最下層に位置する。宮城とは軌道エレベイタで繋がっている。シェル剥落やバーストの危険性はやや高め。
雑貨屋『縷縷』（るる）
イオンが最初に身を寄せた、地上一番の繁華街『みかど通』（人口は約30万人、全世界における資本所持比率は1%未満）に隣接する住宅地である万寿沙羅・縷萌合（縷萌地区）にあるルウレイの店。50年以上の歴史を持つ。ルウレイ親子の店舗兼住居で店の奥が居住スペース。創業者が「この世に存在する物なら何でも揃う」をモットーに創業した店で、大きくは無い店舗だが雑貨屋だけにはんだごてや真空管から細々とした日用品まで大体の物はここで買える。昔はこの界隈のセレブ御用達であり、現在でもこの界隈ではちょっと名の知れた店であり多くの住民がお世話になる店である。ここで買い物をするのが目的の観光客もいる模様。

秘密基地
2号断界にある、中が遺伝子工学によって空洞になっていて、そこが家となっている大樹（雷哭大樹）をター坊が再使用している。太陽バーストの危険区域で本来は人の立ち入りは禁止されているが、この場所は危険区域のギリギリ境界付近にあるためほとんど危険は無いといっていい。そのため、人の出入りが無い事もあって現在の地上では珍しく緑が生い茂った場所である。バーストによって周りが焼き払われている為に見通しがよく侵入者に気付きやすいが、逆を言うといざという時の逃げ場が無い立地。

ウェーブバースト
単に『バースト』とも呼ばれる。太陽からの有害な電磁波。天気予報と同じ要領で強さと注意地域が報道される。バーストが直撃した場所は『断界』と呼ばれる生き物が生活できない焼け野原と化す。天文による予報はかなりの精度を持つ。
対波動シェル
単に『シェル』とも呼ばれる。ウェーブバーストや太陽からの放射線から街や人を守るために旧市街の上に作られた構造物。しかし、皇位継承の儀の5年前から剥落が起きている。剥落したシェルが落ちた土地は人が住めない死んだ土地になるため、シェルが剥落しそうな場合はテレビなどで注意報が出される。
チューブカンパニー
シェルノトロンのシェア70%を占めるラシェーラ最大企業。正式名称は『Tzチューブ・カンパニー』だが、単に『カンパニー』と呼ばれることもある。本社は丸ごと1つのコロンになっている。現行のシェルノトロンの製造・販売から最新型シェルノトロンの研究・開発、シェルノトロンや真空管を使用する製品の製造・販売など、真空管事業においてチューブカンパニーに並ぶ企業は存在しない。ネプツールが天文から離脱して1代で築いた会社だが、設立時にはグレイコフが副社長として技術的な中心を担っていた。天文が筆頭出資者であり、元々は天文の1部門だった組織が天文とつながりを持ったまま独立・民営化したような会社。
シェルやコロンの保守なども行っており、その業務内容から天文との癒着が噂されているが、その実態は天文と地文の対立を煽った上でそれを利用するなど、別な意図がある。
航宙移民船ソレイル
天文が地文から独立する前に存在した「箱舟計画」で使用される予定だった航宙移民船。しかし、目標も無く宇宙を彷徨う事など技術を含めた様々な問題をクリア出来ずに計画は放棄され、現在は外装はぱれす・にゅろきーる、内部は新生ジェノミライ研究所として使用されている。
フラスク流体
シャールを生み出す材料にする人間を入れる液体。ソレイルにあるその量は海と見間違うほどの量があり管理する天文すら把握できていない。特徴として、流体の中でも呼吸が出来る事と、中にあるものの精神力を他の力に変換する性質がある。後者は数刻程度なら問題は無い緩慢なものだが、アストロサイト・モジュラトリ・ウイルスによるシャールの生成を早める。この流体の特徴を知っているのは天文の中でも極僅かであり、皇帝編第二幕では天文の高官が入れ替わった直後だったため、この事を知っているのはリーヴェルトだけだった。

現在のイオンがいる状況
プレイヤーがイオンと繋がっている端末が置かれているのは、白色と木をデザインの基調とした密室を思わせる小部屋のような住居である。部屋の外には主に天然系（海産物も）の食材が採れる「近くの庭」、地面から真空管が生えており電子工作に使えるパーツが手に入る「けもけも」、「けもけも」を通り抜けた先にある「雑貨屋ねりこ」、「世界の壁」という崖があり、箱庭世界の様相を呈している。カレンダーにはなぜか4月21日の日付がない。試練編第二幕終了後、部屋の天井の角付近の壁に亀裂が入り、物語が進むにつれそれが少しずつ大きくなっている。最終的には12章の途中でアバターを作成した後に天井と壁の一部が崩壊し、家の外の様子が見えるようになる。

## キャラクター

### 皇帝候補
イオナサル・ククルル・プリシェール/イオン
声 - 加隈亜衣 / Vocal - 志方あきこ
プレイヤーのPS Vitaと偶然繋がった端末を持つ少女。たった一人で生活している。自分の名前を含めた一切の記憶を無くしており、心の世界は廃墟と化している。B78-W57-H79 身長155cm。
少しおっとりした恥ずかしがり屋の少女で、黙々と物を作ることが好き。裁縫などの細かい細工には自信が無いらしい。なぜか真空管を使った電子工作に目が無く、語りだすと止まらなくなる。
彼女の蘇った記憶によると、彼女は天文が擁立した皇位継承候補であり、皇位継承の儀の前は静かに暮らしていた。そもそも皇位継承の儀を怖がっていたところに、万寿沙羅に着いて早々、縁起物として彼女の髪や着ていた服を強引に奪おうとする住民に恐れをなして逃げ惑い、ター坊に拾われる。対波動シェルの事を知らないなど、市井の常識を知らない面がある。一方で電子工作の知識はこの頃から優れていた。特殊な知識や膨大な物理演算を用いることなくイメージしたとおりの詩魔法を紡ぐ能力を持ち、軌道エレベイタのTz波増幅器と住民達から12個のシェルノトロンを借りた上でテレフンケンとともに紡いだ詩魔法を謳い、巨大な蓮の花や葉を生やして街をバーストから防衛した。白鷹のバイオス屋での心の声によると、ラシェーラには存在しないダイオードや集積回路の存在を知っているらしく、それよりも真空管のカタログを見るのが好きだった、と語っている。
天文の思惑や、天文がジェノムよりシェルノトロンを推奨する理由や、シェルノトロンがもたらす未来については何も知らない。
困っている者を放って置けない性格。運動は苦手で、簡単なダンスのステップを踏もうとしたら、転倒して額を床にぶつける程。
カノンから「待っているだけでは世界を救えない」と言われたため、ネプツールの提案に乗ってネプトロンのダイバーを務めたため、レオンに体を奪われ意識をネプトロン内に閉じ込められるも、レオンの暴走を止めるために『自殺』を強く意識して自分の首を絞めるイメージを思い浮かべてレオンの動きを止め、本当に精神が死ぬ直前のところでネイの機転で体を取り戻した。
皇帝編にて、彼女が世界救済のために別のセカイから連れてこられた存在が、天文によってイオンの体に無理矢理入れられた存在であることが判明する。7次元を超えてラシェーラに来た存在であるがゆえに、セカイの全てを俯瞰する能力「俯瞰視点」を持つ。万寿沙羅にて蓮の花を咲かせバーストを防ぐことが出来たのは、俯瞰視点によってバーストを防ぐための知識を無意識に取得できたためである。
genomirai7によると天文は擁立する皇帝候補の素性を名前も含めてギリギリまで伏せていたため、有名人であるカノンとは対照的に民にとっては謎の人物である。なお、初回生産分購入特典のCDによると、ジェノミライ研究所という組織に明らかに拉致監禁された「イオナサル」という名前ではない少女が皇帝の次女にして天文総統リーヴェルトの第一子『イオナサル・ククルル・プリシェール』として、機械を取り付けられ薬物も投与され、強力なジェノムやトロンと同調させられるなどの過酷な実験を受け、真空管工学や波動科学を学ばされる、という音声があり、途中から機械に付いて何も知らない状態から、真空管が大好き等といった性格の変化も起きている。
また、「2012年1月15日 GM-0315観察記録」ではベッドの位置こそ違うがプレイヤーとイオンがコミュニケーションを取る部屋と同じ間取りのほぼ何もない部屋の隅で座り込んでいる様子が確認されている。
カノイール・ククルル・プリシェール/カノン
声 - 井ノ上奈々 / Vocal -城南海
次期皇帝候補の座をイオンと争う、現地文大司教。大司教としての名は『カノイール・シェルシュ・オ・ドムネク・ジェノメトリカ』。生まれついての天才で、僅か5歳で（それも通常の人間には同調できない高位の）ジェノムと同調する。10年前に10年に1度といわれる規模のガンマバーストの発生を防いだ実績を持つ。9歳で地文の最高位である地文大司教になる。また頭脳明晰にして聡明で、縁起物を求める民達に対し自ら進んで衣服などを渡し、ささやかな貢物をねぎらうなど物事の判断を冷静に行える力を持つ。斜陽だった地文に神が与えたもうた贈り物だと言われる。試練編第二幕ではチェインを使わず彼女一人で、夢の珠全域に効果を及ぼすという通常ではありえない効果範囲の詩魔法を行使した（直後に力の使いすぎで倒れたが）。
彼女の考えには、地文の教義でもある「生命というものは全て等しく重い存在である」という考えが根底にある。それ故、天文のジェノム軽視の態度を問題視し、天文の文化や思想やシェルノトロンというものが許せない。
基本的に御用邸で暮らしているため世間には疎く純真であり、それ故に極端な解釈や過激な言動に走ることがあり、特に人間の汚い心に過剰反応することがある。芯の通らない事が嫌いで、それを自らにも徹底しているため、竹を割ったような性格。その反面、長らく自分より上の意見を追認する事が多かったが故に、自分の頭で物事を考えることが苦手らしい。一方で小鳥が好きで、小鳥を見ると愛でたい気持ちと民衆の前でその姿を見せたくないという気持ちが葛藤するらしい。
実は幼い頃からしたくも無い同調をさせられるなど過酷な教育を受けさせられており、本当は皇位継承の儀が無ければいいのに、と思っていた。全編を通して登場するが、試練編最終幕では回想場面のみに登場。崩壊編第二幕・最終幕、皇帝編第一幕は登場しない。
PLASMAに複数の不正・犯罪容疑をかけられており、その中には「皇女として正式な皇位継承権を持っていない」というのもある。
二の腕の内側に「229」という印字がされている。読みは「ドゥドゥ・ノイチウム」。その意味はジェノミライ研究所でネロの遺伝子を組み込んだウイルスを使った高位のジェノムと際限なくチェイン出来る人体（遺伝子）改造の被験者番号であり、229番目にして唯一の成功例である。つまり、彼女は皇室の血を引いていない（正式な皇位継承権を持たない）。その素性について彼女の前の被験者である228（ドゥドゥ・オクチウム）やウンドゥ曰く、下町の浮浪児辺りだろうと語っている。

### 試練編からの登場キャラクター
ター坊
声 - 大原桃子
万寿沙羅・縷萌地区にある雑貨屋『縷縷』の一人息子。万寿区に住む子供たちのリーダー的存在、つまり典型的なガキ大将。ただし、ただ威張っている訳でなくリーダーシップと度胸があり、仲間を大事にする性格。キャス、プラムと結成した子供三人組組織「超輝工冒険団」のリーダ。キャスとプラムと共にオリジナルのシェルノトロンを製作しようと試みている。
服を剥ぎ取られ髪も切られてボロボロになり路頭に迷ったイオンを見つけて皇女とは知らずに家に連れ帰る。
試練編最終幕でグレイコフと共にキャスティ救出に奮闘する。
崩壊編第一幕で、キャスティに「一生守っていく。」と言って、プロポーズをする。
レオンに憑依され、イオンをアルメティカ図書館へ案内する。
崩壊編第三幕・最終幕には登場しない。
ルウレイ
声 - 神田みか
ター坊の母で雑貨屋『縷縷』の女主人。天文支持派だが万寿沙羅の街に骨を埋める気でいる。恰幅がいい典型的な肝っ玉母さん。町内会のまとめ役をやっている。昔は今とは違いスレンダーで、聖歌隊に所属していた。
崩壊編最終幕、皇帝編第二幕～最終幕にも登場する。
テレフンケン
声 - 阿久津加菜
人の肩に乗れるほどの大きさの、淡い青色の、翼が生えたドラゴンの姿をしたジェノム。コロン生まれ。生命エネルギーを契約者に完全依存する『空想生物型』であるため、イオンに発見された時は前の契約者を失い縷縷の近くで弱っていた。本来ジェノムとの同調は地文の領域だが、イオンは彼を助けたいという想いから同調した。『テレフンケン』という名前はジェノメトリクスで彼の名前を聞きそびれたイオンが勝手に付けた名前。イオンから普段は『テレくん』と呼ばれている。
ジェノムとしての能力は低く、キャパシティが小さくて使える声帯域はイオンの1/5ほど。街を救うため巨大な花を咲かせようとした時、イオンとテレフンケンだけでは小さな花を咲かすのが精一杯だった。
皇帝編第二幕の終盤でイオンの元を離れる。現在の自分がイオンの枷になるのが嫌で、魂の修行をするためであった。最終章では移住先の惑星の先遣隊として旅立った。
キャスティ・リアノイト/キャス
声 - 水瀬いのり
「超輝工冒険団」の秘書的存在。ター坊と同い歳。旧市街では裕福な家庭のお嬢さまとして教育されてきたためか、メンバーの中ではしっかり物の印象がある。しかしそれは教育によって『作られた彼女』であり、内面的には決して芯が強い訳ではない普通の女の子。ルウレイと自分の父親の仲の悪さや、一流のお嬢さまとなるよう半ば強制的に教育されてきたため、そのコンプレックスからター坊に対して素直に気持ちを表すことが出来ないでいる。実はプラムにター坊を取られた印象を持っていてやきもちを焼いていた。試練編第二幕の終盤でター坊の目の前でネプツールの部下に連れ去られるが、試練編最終幕でター坊に救出される。試練編第三幕、崩壊編第三幕・最終幕には登場しない。
皇帝編第一幕で、サーリと同調して詩魔法を謳う。
プライム・セオジウム/プラム
声 - 岡田栄美
「超輝工冒険団」の開発担当。メンバーの中ではおとなしいインテリ系の男の子。他の二人とは違い万寿沙羅ではなく遠く離れた天翔の街に住んでいる。ター坊とキャスの1歳年下で、2年前にシェルノトロンの本を通じて知り合った。ター坊とはキャス曰く兄弟のような仲だった。誰に対しても優しく、天文の学者として名を残す事を目指す天文支持者だが、ジェノムに対しても友好的な考えの持ち主であり、グランフェニックス・プロジェクトを全面的に肯定はしていない。イオンを秘密基地に招待するとター坊が決めた時、興奮のあまり鼻血を出して貧血でぶっ倒れてター坊とキャスに引きずられて家に送られたらしい。
天翔へのシェル剥落に巻き込まれ、瓦礫となった自宅の下敷きになる。ター坊とイオンの救出が間に合わず、命を落としたため、試練編第一幕のみに登場。
グレイコフ
声 - 納谷六朗
キャスティの父親で、カノンの側近。万寿区には元からいた訳ではなく引っ越してきた。地文派の人間であり天文のことを快く思っていない。父親としては不器用であり、娘のためを思うあまり言動が厳しいものになってしまい、当のキャスからは煙たがられている。ルウレイとは仲が悪い。バーストの危機に晒された万寿沙羅の人々にカノンと共に「天文は誰も助けない。地文に入ればコロンに一時避難させる」と演説し、キャスに「地文に入ったら助けるとか言う地文だってみんなを助ける気はないでしょ」と罵られて親子の縁を切り、地文についた人々と共に軌道エレベイタでコロンに避難した。避難後、キャスの為と思ってやった事が自分の為だけの事だった事を反省している。
元々はネプツールと共にチューブカンパニーを立ち上げ、副社長として技術的なリーダーをやっていたが、『レオンの暴走する可能性』という欠陥を無視してネプトロン開発を推し進めるネプツールに反発してカンパニーを辞め、現在に至る。キャスをネプツールの手先に誘拐されて、彼女の解放のためにネプトロン完成に必要な部品を製作させられた。ネイがレオンの暴走を食い止めた後、ネプトロンを破壊し自らはその崩壊に巻き込まれて死亡。シェルノトロンに「お前は私の誇りだ」というキャスへの遺言を残していた。試練編のみの登場（第三幕には登場しない）。
ネィアフラスク/ネイ
声 - 内田真礼 / Vocal - 霜月はるか
試練編第二幕より登場。
イオンの2つ目の逗留先である『夢の珠』に休暇で訪れていた、元気と活発を絵に描いたような少女。夢の珠より上のコロン『プラネタリー・メゾン』の売れっ子の踊り子で、芸名は『プリティベリー』。偶然出会ったイオンをブンブン振り回す。普段は能天気でいい加減そうだが、ここぞと言う時は頼りになる芯の通った気の強さを持つ。検察や探偵が使う高感度シェルノトロンを所持している、同調なしでテレフンケンと会話ができるなど、不可解な面が少々ある。自分と会話が出来た事で彼女の正体に感づいたテレフンケンには「（正体を）しゃべったら殺す」と言っている。試練編最終幕でチューブ・カンパニーにイオンを連れてくるようにネプツールの指示で利用されていたことが判明する。ネプツールに何か弱みを握られている上に、目的にいたる手段が同じだったため彼に協力していたらしい。
ネプトロン起動のために必要な『ネプトリュード』という詩魔法を謳う役目を持っていた。イオンの体がレオンに乗っ取られた際には「ネプトリュードを逆流させる」という機転を働かせてイオンを救出した。
崩壊編第二幕で自分自身の体の秘密をサーリに明らかにする。
崩壊編第三幕には登場しない。
崩壊編最終幕で彼女の正体が明らかになり、皇帝編第一幕では自身の名前の由来をクラケットに明かす。その正体とは、彼女こそが本当の天文皇女イオナサルであったが、詩の能力が乏しかった為に天文によって本来の体を奪われた上に、魂を人型ジェノム（シャール）に入れられたというものだった。当初、彼女の魂は真空管に閉じ込められており、当初はそのまま廃棄される予定だったが、彼女の親友であるフラクテルという名の女性によってシャールの体を与えられて彼女と同調したことにより生きながらえる。その後、その事が天文に知られて逃げた際にフラクテルが自分を庇って殺され、ニュロキールを彷徨って命が尽きようとしていたところをジルに拾われた。
パラライノ/パリー
声 - 森谷里美
試練編第二幕より登場。
夢の珠の天文街区の区長。若手で美人で行動力がある女性で、天文街区の住民からの人望は篤い。幼馴染のクーリンと共に天文派と地文派とでいがみ合う夢の珠の統一を目指し、並々ならぬ努力で区長になるも、区長になって知ったさまざまな事実に翻弄され、クーリンや地文街区との対立は一層深まってしまった。天文派ではあるが、イオンに救いを求めてばかりいたため、カノンの詩魔法によってコロン中のシェルノトロンを破壊された際にはイオンを強く責め立てた。
その後はクーリンとともにカノンに同行する形でプラネタリー・メゾンに赴き、そこでカノンの人となりやイオンのひたむきさを目の当たりにし、地文に反発していた自分の考えを改めるようになる。
崩壊編には登場しないが、皇帝編第二幕に再登場する。僅かだが、皇帝編第三幕の終盤にイオンの即位を祝福する場面にも登場する。
クーリン
声 - 新垣樽助
試練編第二幕より登場。
夢の珠の地文街区の区長。パリーとは同い年。男性。パリーと共に天文と地文のいがみ合いを見てきたため、そのいがみ合いを無くすべくパリーの天文街区区長就任と同時期に地文街区区長に就任するも、双方のいがみ合いは一層深まるばかり。パリーと共にお互いの事は気にかけているようだが、可愛さ転じて憎さ100倍という状態に陥っている。
当初は天文を目の敵にしており、カノンが断線により意識を失った時はイオンを真っ先に疑い裁判にかけたりもしていたが、プラネタリー・メゾンでのイオンのひたむきさを目の当たりにし、考えを改める。
崩壊編には登場しないが、皇帝編第一幕に再登場する。僅かだが、皇帝編第二幕・第三幕にも登場する。皇帝編最終幕にてパリーと結婚を前提に婚約した。
ネプツール
声 - 楠見尚巳
試練編第二幕より登場。
チューブ・カンパニーの社長。1代でカンパニーをラシェーラ最大の企業にした。グレイコフとは昔は仲がよかったが現在は因縁がある模様。
試練編第二幕で、カノンを暗殺しイオンにその罪をなすり付けようと画策するなど、天文と地文の争いを煽るように暗躍し、何か自らの利を得ようとしていた。試練編最終幕で、ジルに唆されたことで「イオンでは皇位に就くには頼りない」からとレオンを皇位に就けようと画策したが、レオンの暴走によって失敗する。レオンを皇帝に据えようという彼の野望の発端は彼の娘・サーリがシェルノトロンでも治せない難病に罹り、彼女の病気を治そうと思いつめたことであった。ネプトロンの破壊に巻き込まれてグレイコフと共に死亡。
元々は地文の人間だったが、ネプトロン開発につながった天文地文の合同研究の際にヘッドハントのような形で天文に入った。クラケット曰く、技術者としては劣っていたが、物事の整理がとても上手く、大量の資料などから問題点とその解決の道筋を洗い出す事に長けていた。不器用な性分故にジルに付け込まれたとクラケットは考察している。
白鷹（しろたか）
声 - 新垣樽助
試練編第三幕より登場。
ネイこと「プリティーベリー」の熱心なファンで、いわゆるトップオタ。『白鷹』とはハンドルネームで本名ではないらしい。急遽開催されたネイのステージでも最前列の席を確保するなどプリティーベリーに対する執着が強い。あくまでも「プリティーベリー」のファンであり、「ネイちゃんはお客さん」と割り切っている所もある。
昼間はバイオス屋を営み、夜は自作フィギュアの露店を出すという精力的な男。好きなことには寝食を惜しまず、場合によっては7日連続徹夜する事も辞さない。
プログラム難度の高いG2トロンに情熱を傾けている技術者でもあり、シェルノトロン・ネットワークにてG2トロンをきっかけに知り合ったノエルとともに、ラシェーラ・スターライトに出演するイオンのためにG2トロンのプログラムを製作した。
天文のシェルノトロン登録にハッキングをかけるなど、バイオス屋やプログラマーとしては高い能力があるが、フィギュア製作の腕はよく言って中の上程度。かなり特殊な趣味や生活をしている彼だが、言動や行動は至って紳士的でルックスも悪くないため、その趣味さえなければ寄ってくる女も一人や二人ではないだろうと噂される事も少なくないが、本人は『萌え』が全てだ、と趣味を捨てる気はない。その性癖をネイは『しゃべる下半身』と評した。試練編第三幕終盤でプラムの兄であることが判明する。実家から飛び出すように家出して苦労を重ねて今に至っている。ターミネイトで明かされた名前はレオルム・セオジウム。イオンの利害損得関係なく皆を助けようとする姿勢に感銘を受けており、天文支持派というよりイオナサル支持者。
崩壊編第一幕・第二幕、皇帝編全幕にも登場する。
ノエル
声 - 志村由美
試練編第三幕より登場（声のみ）。
ラシェーラ・スターライトに出演するイオンが使うG2トロンのコーディングを担当した人物。
試練編第三幕の最後でイオンに「帰りたいのなら『クラケット』という男に会うんだ」という伝言を電話で伝える。
崩壊編第二幕にて、その正体がネプツールの娘サーリであることが判明する。
詳細は、「サーリ・プランク」の項目を参照。
初回生産版購入特典の中に、ジェノミライ研究所の職員に同じ名前の人物がいることが示されている。

### 崩壊編からの登場キャラクター
レナルル・タータルカ
声 - 大地葉
崩壊編第一幕より登場。天文の治安維持組織「PLASMA」の一員。
イオンと旧知の仲であり、イオンにとっては心優しい姉のような存在であるが、皇位継承の儀の最中は個人としての接触が基本的に禁じられているため、普段の態度は素っ気ない。
内心ではグランフェニックス計画に関連する天文(特にリーヴェルト)の手段に反発していたが、表立って行動出来なかった。水面下ではクーデターの準備をしており、ネロの脱走によって起きたシェルノトロンパニックの後始末として天文が人事刷新をした際にPLAZMA特務総監の地位を得た事でそれを実行する。目的のためなら味方も騙す一方で、イオンの事を絶えず気にして誰も見ていないところでイオンの行動記録を閲覧して一喜一憂する一面も持つ。母親はリーヴェルトのせいで同調していたジェノムに殺された。それでリーヴェルトを未だに憎んでいる。
トロン文化については、にゅろきーるでイオンに「平和な時代は地文が提唱する修練で切磋琢磨するのもいいが、今はそんな事をしていると争いが起きて疲弊してしまう。平和を取り戻すためには『8割の人が「まあまあ悪くない」と感じる社会』にして不平不満がたまらないようにしなければならない。」と語っている。
アルメティカ
声 - 西村知道
コロン「アルメティカ」を統べるジェノム。アルメティカ城の最下層（現在は城が上下逆さまになっている為最上部にある）の図書館に本体がある。
情報都市アルメティカにおいてこのジェノムがいなければあらゆる情報網は成り立たない。
情報網の要であると同時に非常に強大なジェノムであるため、その知識を用いて望むところへテレポートすることも可能である。
コーザル
声 - 大木民夫
崩壊編第一幕に登場
カノンのジェノム。目に見える肉体を持たず、『ジェノムの王』とも呼ばれている。
カノン以外で彼と同調できたのは歴代の皇帝達しかいないという。
皇帝編第二幕にも登場する。
サーリ・プランク
声 - 志村由美
試練編では名前のみ、もしくは「ノエル」というハンドルネームのみの登場であったが、崩壊編第二幕よりキャラクターとして登場。
反天文組織「クオンタイズ」のリーダー。メンバーからはコードネーム「ヒュメリ」と呼ばれている。
ネプツールの一人娘であり、キャスティと幼馴染である。
女であるが、言葉遣いは男っぽく、一人称は「僕」。
進行性の病を抱えており、今ではG2トロンの制御による生命維持機構がなければ歩くこともままならない。ネイとの取り引きによってウイルスを打たれてヒトガタになり、病を克服する。
G2トロンをきっかけに知り合った白鷹とは実際に会った事は無いが、その仕事振りは最高だと褒めちぎっている。ただ、ネットワークで知り合った人物とリアルで関係を持つことを良しとしておらず、彼女の病状を心配したイオンが白鷹を連れてきた際にはひどく取り乱し反発するが、後に和解し、変わらず友人として接する。
マスコットキャラクターの「にゅろきー」が大好きで、歳相応でない発言も多いサーリでもにゅろきーに関しては歳相応なところを見せる。
ジリリウム・リモナイト/ジル
声 - 川﨑芽衣子
崩壊編第二幕より登場。
研究者であり、コロン「フォーシーズン」にある学園の教師をしている。
その研究の幅は広く、地文・天文の領域にかかわらず行っているようである。
ネイの出自やレオンの正体についてなど、多くの謎の答えを知る人物。
その出時は地文調停十二支で前の地文大司教を父に持つ。順当に行けば彼女が大司教に就くはずだったが、皇位継承権を持つものが地文にいない事を憂慮した彼女の父はどこの馬の骨とも知れぬカノンを大司教に就けた。
クラケット・パルミウム
声 - ふくまつ進紗
キャラクターとしては崩壊編第二幕終了時点までは登場していない。崩壊編第三幕より登場。
『トロンの父』と呼ばれ、4軸（時間軸）以上の次元論を確立した人物。グレイコフとネプツールの恩師。 故人と思われたが生存していることが後に判明。
かつてはチューブカンパニーの敷地に彼の像が建てられていたが、ネプトロンタワーの建設時に取り壊されてしまったらしい。
崩壊編第三幕にて、サーリの手引きによってイオンと直接対面する形で登場。旧ジェノミライ研究所のあちこちに量子展開扉を作って隠れ住んでいた。その性格はフランクで、にゅろすてぃっくの味当てや新種の食料の開発など食べ物で楽しむ事を喜ぶ。科学者としての好奇心が旧ジェノミライの惨事に至った事を悔いており、何が何でも結城寧とネロを元の世界に還すという決意があるが、ジルの強引な方法には反発する。
最後はリーヴェルトの暴挙を彼を道連れにする形で止め、次元の狭間に落ちた。
旧ジェノミライ研究所では機密保持の為に研究者は家族と離別する規則があり、彼はウラシルという名前の娘と生き別れになった。暗号文解読で、ウラシルはクラケットの研究資料をソレイユのアメノミライという居住区に隠した、という文章が発見される。
ネロ
声 - 東城日沙子
サーリ曰く別のセカイから連れてこられた存在で、「レオンOS」としてシェルノトロンのインフラに組み込まれた（封印）状態にある少女。その正体は現在ラシェーラに住んでいる人類の祖先が5000年ほど前に惑星移住をする為に必要な「俯瞰視点」を得るべく無理矢理ラシェーラとは違う世界から召喚し、移住の完了と共に殺されて封印された少女であり、魂の波長がこの世界の物とは違う為に魂が消滅せず、ジェノミライによって発掘されるまで眠らされていた。
封印された身の上が嫌で、ネプトロンの試験起動の際、ネプトロンに同調したイオンの精神を自分が封印されていた空間に封印し、イオンの肉体を強奪。チューブカンパニー内のシステムを掌握したり警備員の精神を乗っ取ってゾンビのようにして操ったりした。
「レオン」としては試練編より登場しているが、崩壊編第三幕よりキャラクターとして登場。自分がいた元のセカイに戻るために行動を開始する。
幼い外見や、感情の起伏に乏しい口調から想像できないほどの残酷さを持ち合わせている。イオンと同じ「俯瞰視点」の能力をイオン以上に使いこなす故に、その気になればどんな知識もその場で手に入れられる反面、長い間シェルノトロンサーバーに幽閉されていたため、食べ物の味やベッドの感触など、感覚的なものを何も知らない（あるいは忘れてしまっている）。キャスはニュロキールでの彼女の言動から、その残酷な言動を「純粋なだけでは？」と見立てた。
皇帝編第一幕で、本当の名前は「ウルゥリィヤ」であると明かした。
ウンドゥ・クウィンクウェイム
声 - 東城日沙子
かつてクラケット博士と共にジェノミライ研究所でさまざまな研究を行っていた人物。
”ジェノミライ・パンデミック”というバイオハザードで既に肉体を失っており、
現在はネロの精神世界に寄生したジェノムとなっている。

### 皇帝編からの登場キャラクター
リーヴェルト総帥
声 -森田順平
崩壊編より声のみで登場しているが、皇帝編第二幕よりキャラクターとして登場。
天文の総統で実質ラシェーラの実権を握っている人物。知略に長ける優秀な科学者だが他人を信用していない。
レナルルとは実の親子であることが後に明らかになる。
昔はジェノムと同調していたが、天文を設立した直後にシェルノトロンに溺れ、ジェノムを駆逐し地文を潰そうとしたためジェノムが天文の人間を襲う事件を起こしている。
先代皇帝
声 -谷育子

### その他のキャラクター
ねりこ
声 - MAKO
イオンの現在の住まいの近所にあるという雑貨屋『ねりこ』の女店主。本名は他にあるようだがイオンは彼女の名前を知らないらしく、イオンからは「ねりこさん」と呼ばれている。イオンにプレイヤーとつながっている端末を渡したり、イオンに「イオン」という名前を教えたのは彼女。だが彼女はイオンを「とうだいもり」と呼んでいる。
自由奔放でおもしろいことが好き、というトラブルメーカーらしく、イオンは「自分はねりこに遊ばれている」と愚痴る事があるが、まんざら嫌でもない模様。時々イオンの住まいに来てはイオンやプレイヤーに意味深な言葉を残したり、プレゼントをくれることがある。
イオン曰く雑貨屋に行ってもねりこが居ることは少ないため、普段どこにいるのかは不明である。
プレイヤーに対し「あやつに心を捧げようと思うな。あくまで線を引いて付き合うのじゃ。だが、あやつの心は奪え。」と言っている。
フラクテル
ルイン
崩壊編第一幕に登場
アルメティカの情報屋でテレフンケンの故郷を調査した。
ギノー
崩壊編第一幕に登場
修道院を治めるジェノム
にゅろきー
ぱれす・にゅろきーるのマスコット。

## 楽曲
試練編第一幕
- 「詩無き丘へ」
  - 作詞・作曲 - 土屋暁 / 編曲・歌 - 志方あきこ

- 「ahih rei-yah」
  - 作詞・作曲・編曲・歌 - 志方あきこ

試練編第二幕
- 「天地咆吼」
  - 作詞・作曲・編曲 - 志方あきこ / 歌 - 城南海

試練編第三幕
- 「QuelI->{ein te hyme};」
  - 作詞・作曲・編曲・歌 - 志方あきこ

試練編最終幕
- 「Neptlude」
  - 作詞 - 日山尚 / 編曲 - HIR / 作曲・歌 - 霜月はるか

崩壊編第一幕
- 「美し世界」
  - 作詞 - 高橋麗子 / 作曲・編曲 - 弘田佳孝 / 歌 - 城南海

崩壊編第二幕
- 「コード・エテスウェイ」
  - 作詞 - 日山尚 / 編曲 - 柳英一朗 / 作曲・歌 - 霜月はるか

崩壊編第三幕
- 「QuelI->EX[cez]->{kranz};」
  - 作曲・編曲 - Morrigan / 作詞・歌 - みとせのりこ

崩壊編最終幕
- 「zu-fao jen-din;」
  - 作詞 - 日山尚 / 編曲 - 柳英一朗 / 作曲・歌 - 霜月はるか

皇帝編第一幕
- 「虹の国のデュオワルツ」
  - 作詞 - 高橋麗子 / 作曲・編曲 - 大嶋啓之 / 歌 - 南條愛乃

皇帝編第二幕
- 「mei-fa-re koo-ja-i;」
  - 作詞・作曲・編曲・歌 - 志方あきこ

皇帝編第三幕
- 「継承奉願祝詞」
  - 作詞 - 江幡育子 / 作曲・編曲 - 上野洋子 / 歌 - yoko

皇帝編最終幕
- 「ラシェール・フューザー」
  - 作詞・作曲・編曲・歌 - 志方あきこ

## ダウンロードコンテンツ
| セカイパック            | セカイパック | セカイパック | セカイパック                         |
| Vol                     | 配信日       | 税込価格     | 備考                                 |
| ----------------------- | ------------ | ------------ | ------------------------------------ |
| 2                       | 2012/7/5     | \0           | 試練編第二幕                         |
| 3                       | 2012/9/6     | \500         | 試練編第三幕                         |
| 4                       | 2012/11/1    | \500         | 試練編最終幕                         |
| 5                       | 2013/4/18    | \500         | 崩壊編第一幕                         |
| 6                       | 2013/5/23    | \500         | 崩壊編第二幕                         |
| 7                       | 2013/6/20    | \500         | 崩壊編第三幕                         |
| 8                       | 2013/7/31    | \500         | 崩壊編最終幕                         |
| 9                       | 2013/12/19   | \500         | 皇帝編第一幕                         |
| 10                      | 2014/1/30    | \500         | 皇帝編第二幕                         |
| 11                      | 2014/4/30    | \515         | 皇帝編第三幕                         |
| 12                      | 2014/7/31    | \515         | 皇帝編最終幕                         |
| コスチューム&アクセサリ |              |              |                                      |
| 1                       | 2012/7/12    | \300         | リーベルドレス                       |
| 2                       | 2012/9/6     | \300         | 動物みみセット                       |
| 3                       | 2012/11/1    | \300         | 月待灯                               |
| 4                       | 2013/4/18    | \300         | ブルーハミング＋ホリデーキャップ     |
| 5                       | 2013/5/23    | \300         | ブルーミングヤード＋マルベリーベレー |
| 6                       | 2013/6/20    | \300         | こんいろ水着                         |
| 7                       | 2013/7/31    | \300         | 紫陽咲花＋朝露                       |
| 8                       | 2013/12/19   | \300         | スポーツウェア                       |
| 9                       | 2014/1/30    | \300         | ハピネスウェット＋ハートゴールド     |
| 10                      | 2014/4/30    | \308         | 読書日和＋春風帽子＋御玉杓子         |
| 11                      | 2014/7/31    | \308         | ネイ＆キャスパック                   |
| 12                      | 2014/7/31    | \308         | カノン＆ねりこパック                 |
| イオンTALKパック        |              |              |                                      |
| 1                       | 2012/6/14    | \0           |                                      |
| 2                       | 2012/9/6     | \0           |                                      |
| 3                       | 2012/11/1    | \0           |                                      |
| 4                       | 2013/4/18    | \0           |                                      |
| 5                       | 2013/5/23    | \0           |                                      |
| 6                       | 2013/6/20    | \0           |                                      |
| 7                       | 2013/7/31    | \0           |                                      |
| 8                       | 2013/12/19   | \0           |                                      |
| 9                       | 2014/1/30    | \0           |                                      |
| 10                      | 2014/4/30    | \0           |                                      |
| 11                      | 2014/7/31    | \0           |                                      |
| イオンExtendTALKパック  |              |              |                                      |
| 1                       | 2012/12/6    | \0           | 〜7つのソラを越えた想い〜            |
| 2                       | 2013/8/29    | \0           | 〜7つのソラを越えたレシピ〜          |
| 3                       | 2014/3/6     | \0           | 〜アルノサージュ管からの暗号電信〜   |
| EXTRAシナリオパック     |              |              |                                      |
| 1                       | 2013/1/31    | \300         |                                      |
| 2                       | 2013/9/18    | \300         |                                      |
| その他                  |              |              |                                      |
| 1                       | 2013/2/20    | \1,100       | アンバサダーパック                   |
| 2                       | 2014/7/31    | \308         | ターミネイトパック                   |

## 関連作品

### 書籍
フィラメントスター
イオンがプレイヤーへの想いを綴った絵本。イオンの朗読CDが添付されている。2012年12月29日から開催のコミックマーケット83にて先行販売された。
フィラメントスター限定版 - 2012年12月29日発売 ISBN 978-4-06-138850-5
フィラメントスター（星海社FICTIONS版） - 2013年1月15日発売 ISBN 978-4-06-138851-2
イオンの あなたと作りたい♪レシピブック
2013年9月に行われたシェルノサージュコラボイベント、ガスト×星海社×シャッツキステ3社共同企画「七次元世界からのカフェレストラン」による、「イオンExtendTALKパック2〜7つのソラを越えたレシピ〜」内で登場した「レシピブック」を実際に販売したもの。製本は星海社。コラボレーションを行った「私設図書館カフェ シャッツキステ」（東京都秋葉原）とガストショップにて販売された。
ゆきねライフロギング!
著作糸井健一、イラスト南浜よりこ、一二三書房
1. ゆーきちゃん、トナリのセカイはホントにアルノかにゃ?、2014年10月2日
2. ユーキさん! トナリのセカイはホントにアルノですか?、2015年6月5日

Surge Concerto::ntny's Art Works THE FINDER
2015年6月26日

### CD / DVD
シェルノサージュ オリジナルサウンドトラック
1. 〜音と世界の受信記録〜Sec.1、2013年2月27日
2. 〜音と世界の受信記録〜Sec.2、2014年10月1日

シェルノサージュ ジェノメトリックコンサート
ボーカルアルバム。
1. Vol.1〜契絆ノ詩〜、2013年2月27日
2. Vol.2〜想界の詩〜、2013年8月21日
3. Vol.3〜帝賜の詩〜、2014年10月1日

オリジナルドラマCD「ター坊のアルバム」
ゲーム本編『シェルノサージュ〜失われた星へ捧ぐ詩〜』のガストショップでの購入者用に併せて販売した。
音声演劇記憶円盤（ドラマシーデエー） シェルノサージュ 試練編幕間 テロルの花の思い出〜途中駅にて〜
2012年7月1日に行われたオフィシャルイベント「ガスト・ガーラ 〜アトリエシリーズ＆シェルノサージュ〜」にて配布した。
同イベントで実演されたドラマの続きを収録している。
イオン生録りCD「イオンとおままごと」
コミックマーケット83（2012年12月29日）のガストブース「ななじげんや〜ガストショップ出張所〜」にて5000円以上の購入特典として配布した。
ドラマCD Character Profiles Vol.1（カノン）、ドラマCD Character Profiles Vol.2（ネイ）
コミックマーケット83（2012年12月29日）のガストブース「ななじげんや〜ガストショップ出張所〜」にて販売した。
公式サイトのコンテンツ「重要人物生態記録〜Character profile〜」として公開された内容に、新規撮り下ろしを加えたもの。
7次元通信DVD
コミックマーケット83（2012年12月29日）のガストブース「ななじげんや〜ガストショップ出張所〜」にて販売した。
インターネット動画で配信された7次元通信の映像を収録したもの。
ちぇるのちゃーちゅ〜6次元のおとなりさん〜 1
2013年2月21日に発売された『RE:Incarnationパッケージソフト』または『追加ダウンロードコンテンツ アンバサダーパック』のガストショップでの購入者用に併せて販売した。
イオンが幼稚園の先生、主要キャラクターが幼稚園児だったらという内容。
ちぇるのちゃーちゅ〜6次元のおとなりさん〜 2
2013年2月27日に販売されたオリジナルサウンドトラック（Sec.1）とボーカルアルバム（Vol.1）のガストショップでの購入者用に併せて販売した。
イオンが幼稚園の先生、主要キャラクターが幼稚園児だったらという内容。
ドラマCD Character Profiles Vol.3（キャス）、ドラマCD Character Profiles Vol.4（イオン）
コミックマーケット85（2013年12月29日）のガストブース「ガストショップ出張所」にて販売した。
公式サイトのコンテンツ「重要人物生態記録〜Character profile〜」として公開された内容に、新規撮り下ろしを加えたもの。
イオンのラストメッセージCD
ガストショップ完全受注商品。受注第1回目（2014年12月28日から2015年1月31日）は2015年3月18日から発送された。
『シェルノサージュ〜失われた星へ捧ぐ詩〜』、『同RE:Incarnation』、『同PlayStation Vita the Best』をクリアしているユーザーが申し込むことができた。
イオンが申込者の名前を呼ぶラストメッセージCD（つまり1枚1枚録音している）と、名前とゲーム進行状況や達成度が刻まれたクリア認定証が送られる。
最終となる受注第4回目（2015年4月1日から6月7日）は2015年6月末から7月上旬に発送される（予定）。

## 関連番組
本作では、ユーザーとコミュニケーションを取りながらゲーム開発を進めていくため、いくつか不定期放送されている。
Genomi-Line
本番組では、主にシステム面における新要素の公開や、ユーザーからの質問や意見にディレクターである土屋が回答する番組となっている。
- 発起生放送!、2012年6月1日
- 生放送!第二幕!、2012年7月13日
- 生放送!第三幕!、2012年8月24日
- 生放送!第四幕!、2012年10月19日
- 生放送!第五幕!、2013年1月29日
- 『Genomi-Line』×『アルノコネクション』生放送!、2013年11月1日

シェルノサージュスペシャル
本番組では、世界観設定についてディレクターの土屋が解説する番組となっている。
2015年4月20日にシェルノサージュスペシャルFINALがニコニコ生放送で放送され、世界観設定サイトgenomirai.com/WorldSettingDocumentが公開された。
- 胎動、2012年6月29日
- 誕生、2012年7月27日
- 宿題、2012年8月31日
- 抱擁、2012年10月16日
- 寵愛、2012年11月30日
- 衝撃 前編、2013年8月11日
- 衝撃 後編、2013年9月17日
- FINAL、2015年4月20日

7次元通信
公式サイト（YouTubeを使用）、HiBiKi Radio Station、ニコニコ動画ガストチャンネルより配信されたラジオ番組（実写を主としたインターネットテレビ番組）。プレ放送が2012年6月30日に、第1回～第9回が2012年7月20日から11月16日まで放送された。第1・第3金曜日更新。パーソナリティは、井ノ上奈々、加隈亜衣、水瀬いのりとHiBiKi Radio Stationのサイトでは記載されているが、実際には加隈亜衣と井ノ上奈々の2人が司会進行を務め、水瀬いのりは第1回～第8回のチャレンジコーナーに出演した。第5回～第8回のチャレンジコーナーには内田真礼も出演した。
第9回の番組内でリニューアルが告知され、以降はWEB7次元通信として映像ではなく、ウェブページの記事として更新されるようになった。ただしタイトルコール等の音声は録りおろしている。WEB7次元通信は第1回から第21回、2013年2月22日から2013年12月27日まで更新。
七次元世界からのカフェレストラン ディナーショー
2013年9月26日にニコニコ生放送で放送された。 シェルノサージュコラボイベント、ガスト×星海社×シャッツキステ3社共同企画「七次元世界からのカフェレストラン」に関する放送。出演は加隈亜衣（イオン役）、土屋暁（ディレクター）。
サージュ・コンチェルト　生でよろしく!
『シェルノサージュ OFFLINE』、『アルノサージュ PLUS』を紹介するニコニコ生放送番組。
- （仮）、2014年7月28日
- 2生目、2014年8月29日
- 3生目、2014年9月28日

サージュ・コンチェルト ヒストリー
2015年4月21日にニコニコ生放送で放送された。出演は納谷僚介（音響監督）、ntny（デザイナー）、とっきー（電撃PlayStation編集部）、土屋暁（ディレクター）。番組終盤には加隈亜衣（イオン役）も出演した。